# Pałac Czartoryskich w Lublinie
Pałac Czartoryskich – znajduje się we wschodnim narożniku Placu Litewskiego w Lublinie. Został wybudowany w stylu barokowym w drugiej połowie XVII wieku, według projektu Tylmana z Gameren. Jest to średniej wielkości gmach z wmurowanymi w fasadę krużgankami i przepięknym portykiem nad wejściem.

## Historia
Pierwszymi właścicielami obiektu byli Lubomirscy. Za fundatora uważa się Jerzego Sebastiana Lubomirskiego, potem dwór przejął jego syn – Stanisław Herakliusz, a następnie posiadłość przeszła w ręce Elżbiety z Lubomirskich Sieniawskiej, która w latach 1725-1728 przy współpracy z architektem Franciszkiem Mayerem z Moraw przeprowadziła przebudowę obiektu.
W roku 1731 pałac przeszedł w ręce Czartoryskich poprzez małżeństwo Marii Zofii Sieniawskiej, wdowy po Stanisławie Dönhoffie, z Augustem Aleksandrem Czartoryskim, wojewodą ruskim. Związani z Puławami Czartoryscy nie mieszkali w Lublinie, a posiadłość traktowali jako jeden z wielu pałaców, powierzając go opiece kolejnych rezydentów.
Ostatnimi właścicielami z rodu byli Adam Kazimierz i Izabella z Flemmingów Czartoryscy, którzy w 1812 roku sprzedali pałac wraz z posesją sięgającą do Krakowskiego Przedmieścia notariuszowi departamentu lubelskiego Marcinowi Łodzi-Kobylińskiemu. W następnych latach pałac i zabudowania, pozostając w rękach Kobylińskich, były dzierżawione przez fabrykę tabaki i tytoniu. Z zapisków z lat 30. XIX wieku wynika, że mimo przemysłowej eksploatacji budynku przez fabrykę pałac nadal wyglądał imponująco.
W roku 1860 posesję nabył warszawski bankier Leopold Kronenberg w celu dalszego prowadzenia fabryki. Jednak 6 lat później fabrykę zlikwidowano, a pałac przejęli nowi właściciele. Odtąd przez pewien czas będą się oni zmieniali co kilka lata (Kazimierz i Ludwika z Wineckich Mazurkiewiczowie kupili pałac w 1869 roku, Noel Grünberg w 1875, Race Miller w 1877, Estera Cukier w 1888, Frajda Worman i Rywka Rozenbau w 1893, Eugenia z Baczyńskich Pniewska w 1893, w 1908 posesja stała się własnością Wiktora Michelisa, po śmierci którego odziedziczyła ją żona i jeszcze w latach trzydziestych była jej właścicielką). Powyższa sytuacja nie sprzyjała utrzymaniu budynku w dobrym stanie.
W czasie drugiej wojny światowej pałac został poważnie uszkodzony. W 1939 roku w obiekt trafiła bomba, a w 1944 roku uciekający Niemcy zaprószyli ogień. Pożar nie wpłynął na układ wnętrz.
Rok później rozebrano spalone mury przylegające do pałacu, uporządkowano plac i rozpoczęto odbudowę na podstawie projektu architekta Czesława Doria-Dernałowicza, w wyniku której przywrócono pierwotny układ wnętrz, wprowadzono instalacje i podwyższono dachy. W odnowionym obiekcie urządzono Dom Turysty PTTK, co przyczyniło się do znacznej eksploatacji budynku.
W 1973 roku pałac stał się siedzibą Lubelskiego Towarzystwa Naukowego. Po wykonaniu kapitalnego remontu budynku przywrócono mu jego reprezentacyjny charakter.